# Реформатство
Реформа́тство (от лат. reformo — «преобразовываю, исправляю») — группа возникших в результате реформации XVI века кальвинистских церквей континентально-европейского происхождения, преимущественно французских, нидерландских и швейцарских. Во Франции приверженцы реформатства назвались «гугенотами». В Великобритании к реформатам наиболее близки пресвитериане, которых от реформатских церквей отличает лишь отсутствие литургии.
Пытаясь ответить на вопрос «почему при всеобщей любви Божией к людям одни получают от Него дар веры, а другие нет?», Жан Кальвин в своём вероучении заимствовал у Августина Блаженного понятие «двойного предопределения», причём отрицал возможность, благодаря свободе воли человека, прийти ко Спасению, и понимал двойное предопределение как предвечное избрание Богом одних людей ко спасению, а других — к погибели, независимо от чего бы то ни было в самом человеке, его воли и его деяний. Противоречия идеологии реформатов и Католической церкви привели к длительным религиозным войнам. Наибольшее распространение Реформатская церковь получила в Швейцарии, Нидерландах, Венгрии, США и некоторых других странах.

## История
Реформатское движение началось в 20-х годах XVI века в Швейцарии с деятельности Ульриха Цвингли. В 1529 году из-за теологических разногласий о причастии, предопределении, церкви и таинствах произошло отделение Реформатской церкви от Лютеранской. В 30-40-х годах во главе церкви в Женеве стал Жан Кальвин. Сторонников Мартина Лютера и близкого Меланхтона стали называть «лютеранами» (сами себя они долго называли только «евангелистами»), а сторонников Кальвина — «кальвинистами» или «реформатами». Постепенно реформаты распространились по всей Европе. Реформатство, оставшееся в Швейцарии, приняло форму цвинглианства.
Реформаты ввели простое богослужение, предельно упрощённое убранство церкви, свели до минимума церковную иерархию, отменили целибат священников, ввели демократичное управление церковью, провозгласили абсолютный авторитет Священного Писания (регулятивный принцип), ликвидировали институт монашества.
По Вестфальскому мирному договору 1648 года Реформатская церковь добилась официального признания.
В XX веке многие реформатские церкви эволюционировали к более умеренным позициям, сближаясь или объединяясь с лютеранскими, евангелическими и другими протестантскими церквями. В настоящее время реформатские церкви имеются практически во всех странах Европы, а также в США, ЮАР, некоторых странах Латинской Америки и Азии.
Кальвинизм традиционно был государственной религией Шотландии, Нидерландов и многих кантонов Швейцарии, а также в форме пресвитерианства его исповедуют миллионы потомков британцев, живущих в США, Канаде и Австралии.
Реформаты объединены во Всемирный альянс реформатских церквей. Издается печатный орган — журнал «Реформатский и пресвитерианский мир». Существует также Конфедерация реформатских православных церквей восточного исповедания христианской веры, как они считают, патриарха константинопольского Кирилла Лукариса.

## Реформатская церковь в России

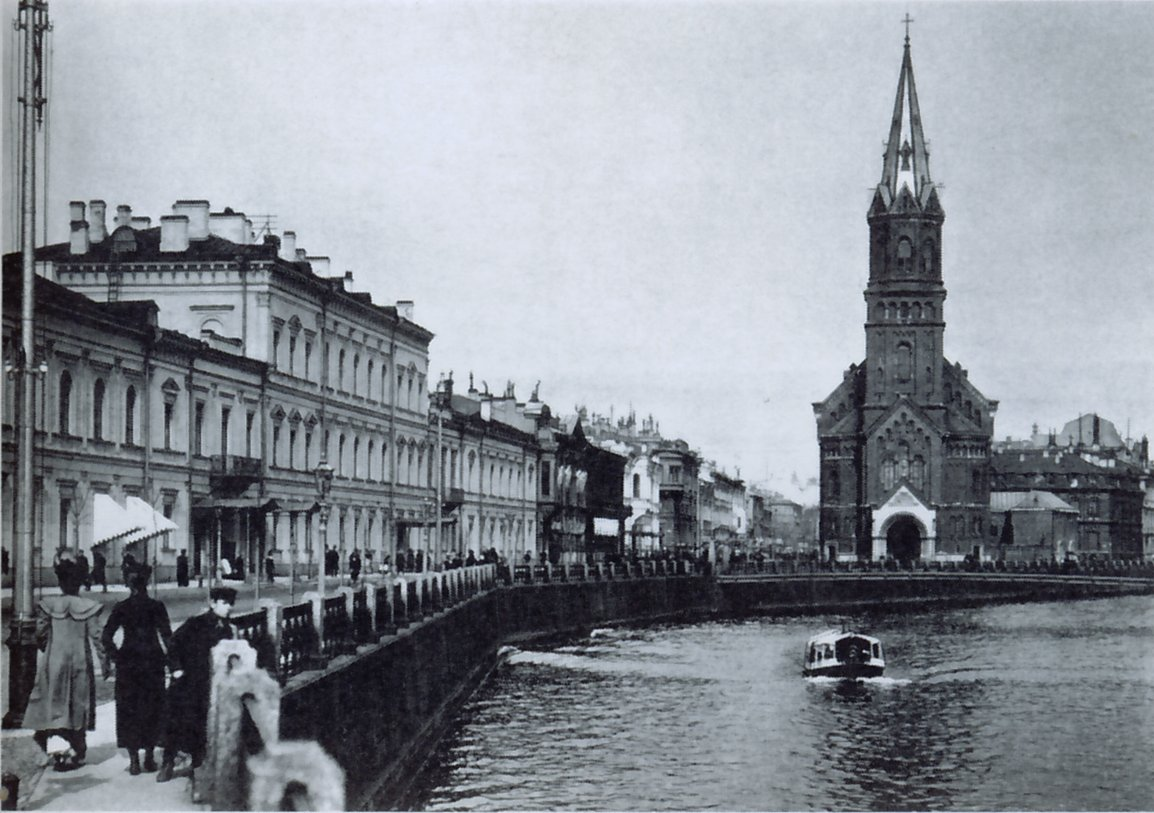
Вид на реформатскую церковь в Санкт-Петербурге в 1890-е годы (ныне Дворец культуры работников связи)

Первая реформатская община появилась в Русском государстве в 1629 году в Москве. Вторая кальвинистская община в Русском государстве возникла в 1669 году в Архангельске, затем в 1689 году кальвинистские общины были созданы в Вологде и Ярославле. Реформатские приходы формировались, прежде всего, из англичан и голландцев, приглашённых на службу в Русском государстве.
После основания Санкт-Петербурга в городе были образованы три реформатские общины — французская, немецкая и нидерландская. Апостольская община и кальвинистские церкви существовали в Российской империи до 1917 года. В современной РФ действует Евангелическо-Реформатская Церковь России, являющаяся преемницей дореволюционных общин и состоящая из одиннадцати церквей, пасторы и пресвитеры которых образуют Синод, объединяющий церкви и являющийся их руководящим органом. ЕРЦР исповедует вероучение классического европейского кальвинизма, изложенное в его символических книгах, и развивается самостоятельно, независимо от иностранных реформатских церквей.

## Учение
В качестве вероучительных стандартов Реформатская церковь принимает Бельгийское исповедание 1561 года, Гейдельбергский катехизис 1563 года и Каноны Дордрехтского Синода 1619 года.
Между лютеранскими и реформатскими церквями, подписавшими в 1973 году Лейенбергский конкордат, установлено евхаристическое единство.

## См. также

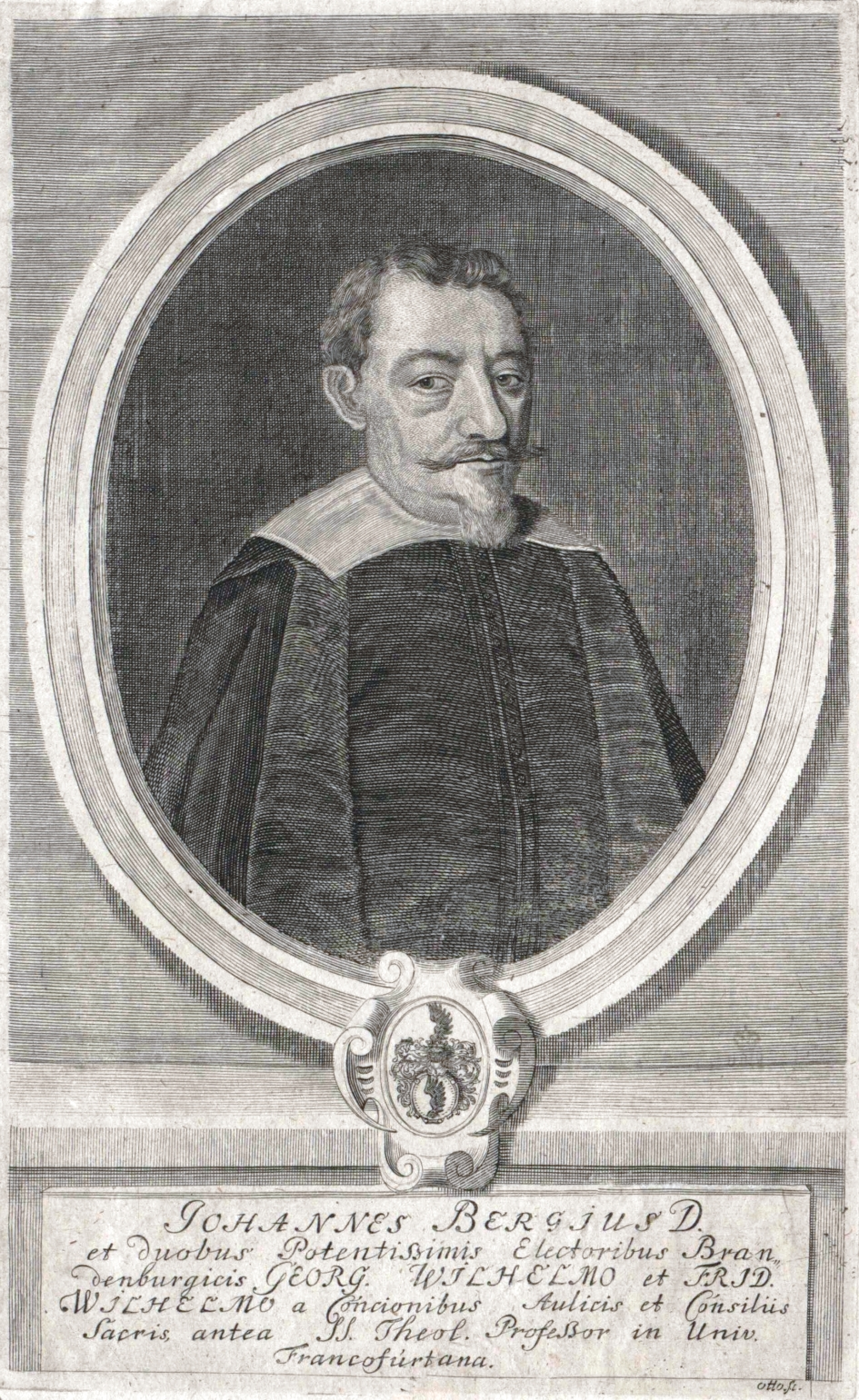
Йоханн Бергиус